# 'O tramonto 'e ll'ammore/Viento
'O tramonto 'e ll'ammore / Viento, pubblicato nel 1959, è un singolo del cantante italiano Mario Trevi

## Tracce
Lato A
- 'O tramonto 'e ll'ammore (Fiorini-Genta)[1]

Lato B
- Viento (Zanfagna-Benedetto)[2]

Direzione arrangiamenti: M° Beppe Mojetta

## Incisioni
Il singolo fu inciso su 78 giri, con marchio Durium- serie Royal (PR 93 - PR 94), e su 45 giri, con marchio Durium- serie Royal (QCN 1047)